# 時空機動隊
『時空機動隊』（じくうきどうたい）は、2007年（平成19年）4月1日から和歌山県紀の川市で「時空機動隊カイセー」から始まり、近畿圏で活動しているローカルヒーロー。
2013年末に大規模なリニューアルを行い、デザインとストーリーを刷新した。2007年～2013年を「Season1 CF ～未来を変えろ！～」2014年～現在「Season2 AR ～アカシックレコード～」としている。

## 概要
和歌山県紀の川市の活性化のため、自主制作ヒーローを造ろうと、魁青会館（空手道場）の館長、森本博明と門下生と知人の有志らが創造し、2007年4月1日に「第2回桃山まつり（和歌山県紀の川市）」でステージ・ショーでデビューさせたキャラクター。2013年に制作陣の改変と共にキャラクターのリニューアルを行う。この時に「機動隊」「救助隊」「救急隊」の分類をやめて『時空機動隊』で統一した。
他府県の有志達と力を合わせ、現在では大阪・岡山・兵庫などに広がっている。
和歌山県内各所の地域のお祭り、イベントや保育園・幼稚園などから、大阪のローカルヒーローイベント等にも出演し、ステージ・ショーやECOクイズなどを行う。
「時空機動隊ECOアクションショー」を掲げて活動を行っている。
テレビ和歌山では出演 「＠あっと！テレわか NEWS スタイル」（2007年5月9日）に取り上げられ、2009年には朝日放送のＡＢＣ「おはよう朝日」ジャルジャルクエストに出演し紹介された。
ローソン×アサヒ飲料のキャンペーン「ご当地ヒーローカードコレクション」（2012年7月）に時空機動隊カイセーと時空機動隊 風牙が起用され、同年9月「ご当地ヒーローカードコレクション第2弾」時空機動隊カイセー＆ケンシュー隊長と時空救助隊セイバー＆時空機動隊ジンベが起用される。リニューアル（2013年）後、2014年7月「日本全国ご当地ヒーローめんこコレクション」時空機動隊カイセー、時空機動隊セイバー、時空機動隊 風牙が起用される。
関連グッズに関して、デビューからECOクイズの景品のECOバック、時空機動隊ECO隊員証、ボールペンやノートなどであったが、2013年のリニューアルから、Ｔシャツや時空機動隊ECO隊員証、キーホルダー、ボールペン、ポロシャツなどが存在し日々変化している（グッズの詳細は別項目にて後述）。
ローカルヒーローながら、キャラクターデザインに御当地色を全く取り入れておらず、町合併し生まれた紀の川市で生まれたヒーローとしてその都度ストーリーの中に開催地に合わせた内容を織り込む形をステージ・ショーを実施している。

## キャラクター

### 時空機動隊
未来の警察内組織『CRS（Cyber riot squad）』の別称。CRSは、警視庁サイバー犯罪対策部門と機動隊部門を併せ持つ、機動隊第11機の後任組織として、ロボットのみで構成されている組織。
暴徒化したロボット達で構成された『環境保護組織ゲノム』の人類絶滅計画を阻止するため、現代の地球へタイムワープさせた精鋭部隊を『時空機動隊』と呼んでいる。
23世紀の警察・消防・救助・救急の機構を包括したロボット達で構成されている。
カイセー
- 担当地域

和歌山県【機動班】
- 名乗り

「人と共に地球を守る！時空機動隊カイセー！」
凛
- 担当地域

和歌山県【機動班】
- 名乗り

「人と共に愛を育む！時空機動隊、凛！」
ジンベ
- 担当地域

大阪府【機動班】
- 名乗り

「食と笑いで世界を救う！時空機動隊ジンベ！」
セイバー
- 担当地域

大阪府大阪市【救助班】
- 名乗り

「あらゆる災害から人を守る！時空機動隊セイバー！」
イバラキング
- 担当地域

大阪府茨木市【救助班】
- 名乗り

「人と共に絆を刻む！溢れる情熱！時空機動隊イバラキング！」
風牙
- 担当地域

岡山県【機動班】
- 名乗り

「時の風となり鋼の鬼を斬る！時空機動隊　風牙！」
MIU（みう）
- 担当地域

和歌山県【機動班】
- 名乗り

「みんなと一緒に、ラブリィアース！時空機動隊ＭＩＵちゃん！」
ケンシュー
- 担当地域

【統括本部】主に和歌山県　時空機動隊隊長
- 名乗り

「鋼の悪を貫いて時空を駆ける青となる。蒼天の雷、ケンシュー！」
リクオー
- 担当地域

遊撃【救急班】
- 名乗り

「あらゆる災害から人を救う！時空機動隊リクオー！」
ハヤト
- 担当地域

※リニューアル後未設定【機動班】
- 名乗り

「人と共に勇気を燃やす、時空機動隊ハヤト！」
カリナ
- 担当地域

※リニューアル後未設定【機動班】
- 名乗り

「愛と誠で未来を救う！時空機動隊カリナ！」
オーギ
- 担当地域

※リニューアル後未設定【機動班】
- 名乗り

「※リニューアル後未定」
アスナ
- 担当地域

※リニューアル後未設定【救急班】
- 名乗り

「不明」

### 地球環境保護組織ゲノム
暴力によって自分達の主義主張を通すという犯罪ロボット組織。「地球環境保護」は自称である。
ゲノムのロボット達は、最新のパフォーマンスとコンピューターが搭載されており、その中で”地球環境保護プログラム”に沿って出た最終的な答えが、『人類絶滅』であったため、 ゲノムは地球環境を守るため、過去の人類を絶滅する計画を企て、現代にやってきた。23世紀で人間に使用されていた様々なジャンルのロボット達で構成されている。
キュア
- 所属

大幹部（元 時空機動隊【救助班】）
- 名乗り

「あらゆる災害を減災する！時空救助隊キュア」
ヴィーナス
- 所属

宇宙開発ロボット軍団（軍団長）
マルスＤＸ
- 所属

宇宙開発ロボット軍団（豪将）
キラー
- 所属

武装ロボット軍団（軍団長）
ソード
- 所属

武装ロボット軍団（豪将）
サイクロプス
- 所属

※リニューアル後未設定　武装ロボット軍団（暴魂）
ボウ
- 所属

武装ロボット軍団（爆闘士）
ハイドル
- 所属

建機ロボット軍団（軍団長）
スパイク
- 所属

建機ロボット軍団（豪将）
ブレーカー
- 所属

建機ロボット軍団（豪将）
クラーケン
- 所属

※リニューアル後未設定　海洋ロボット軍団（豪将）
トーバー兵、トーバー兵markⅡ、トーバー兵markⅡマッスル
- 所属

※全軍団

### トリイ産業株式会社
トリイ産業は、未来の地球で、コンピューター、ロボット開発・製造と、ありとあらゆるモノを商う大企業。
だが、実際は兵器開発や武器を販売する『死の商人』と噂されており、全く詳細は不明である。
ソウゲン
- 所属

取締役営業部部長
テンクウ
- 所属

取締役調査部部長
トウマ
- 所属

取締役開発部部長
マフウ
- 所属

取締役宣伝部部長
ハヤテ
- 所属

トリイ・モータース
イカヅチ
- 所属

トリイ・モータース
ゲッコウ
- 所属

トリイ・モータース
カノン･モトラッド
- 所属

トリイ・モータース

## 関連商品
時空機動隊には、自主製作商品（TORII-INDUSTRY社製）が存在する。
主には、ステージやグリーティングを行う会場での販売が主である。一部Twitter等での受注生産を行うグッズも存在している。
時空機動隊グッズ（ECOクイズに正解するとプレゼントされることもあるが、基本的にショー会場でしか販売していない。）
時空機動隊ECO隊員証（ビニル製カードケース）、時空機動隊ポストカードセット（イラスト8枚組　ｲﾗｽﾄ:ヒナカ）、時空機動隊Tシャツ（イラストTシャツ　イラスト:葉月）、カイセー＆セイバーマグカップ、時空機動隊アブソリュートタイムウォッチ（液晶時計）、時空機動隊缶バッジセットA（エンブレムセット）、時空機動隊缶バッジセットB（イラストと写真セット　イラスト:のんさん）、ＣＲＳピンバッジ、時空機動隊コンパクトミラー、時空機動隊USBメモリー（4GB）、カイセーECOバック（リニューアル前）……
「トリイ産業」シリーズ……トリイ産業四役キーホルダー、トリイ産業四役ボールペン、忍ﾂｰﾘﾝｸﾞステッカー（大小セット）、トリイ産業ポロシャツ（黒ピンクｴﾝﾌﾞﾚﾑ）、……

## 関連CD
時空機動隊には、自主製作CD（TORII-RECORD社製）が存在する。主には、ステージやグリーティングを行う会場での販売が主である。
「時空機動隊うたのアルバム1再発廉価盤」
2009年08月01日発売したアルバムの復刻盤、10曲を収録。（TRCD-003）
作詞：まちだみつのり 作曲：まちだみつのり 編曲：まちだみつのり
「時空機動隊わくわくCDvol.1 ～建機ロボット軍団編～」
2曲とドラマを収録。（TRCD-001）
作詞：まちだみつのり 作曲：まちだみつのり 編曲：まちだみつのり
「時空機動隊わくわくCDvol.2 ～時空機動隊 凛&MIU編～」
2曲とドラマを収録。（TRCD-002）
作詞：まちだみつのり 作曲：まちだみつのり 編曲：まちだみつのり